# Mistrató
Mistrató es un municipio localizado en el departamento de Risaralda, Colombia
Se encuentra a 86 km al noroccidente de Pereira; sus territorios son montañosos en su mayoría y se encuentran hidratados por las aguas de los ríos Risaralda, San Juan, Mistrató y Chamí y las de algunas corrientes de menor caudal. 
Las actividades económicas más significativas son: la agricultura, ganadería, explotación forestal y minería.
Mistrató fue fundado el 18 de marzo de 1925 por poblaciones provenientes de los departamentos de Caldas, Antioquia y Quindío.

## División Político-Administrativa
Además de su Cabecera municipal. Mistrató:
- Alto Pueblo Rico
- Mampay
- Pinar del Río
- Puerto de Oro
- Quebrada Arriba
- Río Mistrato
- San Antonio del Chamí

## Servicios públicos
- Energía Eléctrica: Central Hidroeléctrica de Caldas (CHEC), del grupo EPM, es la empresa prestadora del servicio de energía eléctrica.
- Gas Natural: Efigas es la empresa distribuidora y comercializadora de gas natural en el municipio.